# Ilija Błyskowo
Ilija Błyskowo (bułg. Илия Блъсково, dawniej Dolen Idżik) – wieś w północno-wschodniej Bułgarii, w obwodzie Szumen, w gminie Szumen.
Blisko wsi znajduje się obszar chroniony "Dybowete" założony w 1978 roku, gdzie ochroną zostały objęte przede wszystkim starodrzewia dębowe. Powierzchnia obszaru chronionego wynosi 1,29 ha.